# Mezoregion Araçatuba

Mezoregion Araçatuba

Mezoregion Araçatuba – mezoregion w brazylijskim stanie São Paulo, skupia 36 gmin zgrupowanych w trzech mikroregionach. Liczy 16.808,9 km² powierzchni.

## Mikroregiony
- Andradina
- Araçatuba
- Birigui